# Duy Phú
Duy Phú is een xã in het district Duy Xuyên, een van de districten in de Vietnamese provincie Quảng Nam.
In Duy Phú ligt de Vliegbasis An Hòa. Deze vliegbasis is niet meer in gebruik, maar heeft wel dienstgedaan tijdens de Vietnamoorlog. Ook het Thạch Bànmeer bevindt zich in Duy Phú. Een bezienswaardigheid is het Tempelcomplex Mỹ Sơn. Deze Hindoestaans heiligdom is gebouwd tussen de 4e en de 12e eeuw. In 1999 is het heiligdom van My Son opgenomen op de Werelderfgoed lijst van UNESCO.
Duy Phú heeft ruim 4.000 inwoners op een oppervlakte van 38,4 km².